# (21016) Miyazawaseiroku
(21016) Miyazawaseiroku est un astéroïde de la ceinture principale.

## Description
(21016) Miyazawaseiroku est un astéroïde de la ceinture principale. Il fut découvert le 2 novembre 1988 à Geisei par Tsutomu Seki. Il présente une orbite caractérisée par un demi-grand axe de 2,43 UA, une excentricité de 0,20 et une inclinaison de 11,8° par rapport à l'écliptique.